# 10747 Köthen
För andra betydelser, se Köthen (olika betydelser).
10747 Köthen eller 1989 CW7 är en asteroid i huvudbältet som upptäcktes den 1 februari 1989 av den tyske astronomen Freimut Börngen vid Tautenburg-observatoriet. Den är uppkallad efter den tyska staden Köthen.
Asteroiden har en diameter på ungefär 3 kilometer.